# Pero albidula
Pero albidula là một loài bướm đêm trong họ Geometridae.